# Soulside Journey
Soulside Journey – debiutancki album norweskiego zespołu muzycznego Darkthrone wydany na płycie kompaktowej i płycie gramofonowej w styczniu 1991 roku przez brytyjską wytwórnię płytową Peaceville Records. Była to pierwsza i zarazem ostatnia płyta zawierająca muzykę deathmetalową. W 2001 i 2003 roku ukazało się wznowienie albumu.

## Lista utworów
| Nr  | Tytuł utworu                     | Długość |
| --- | -------------------------------- | ------- |
| 1.  | „Cromlech”                       | 4:11    |
| 2.  | „Sunrise Over Locus Mortis”      | 3:31    |
| 3.  | „Soulside Journey”               | 4:36    |
| 4.  | „Accumulation of Generalization” | 3:17    |
| 5.  | „Neptune Towers”                 | 3:15    |
| 6.  | „Sempiternal Sepulchrality”      | 3:32    |
| 7.  | „Grave With a View”              | 3:27    |
| 8.  | „Iconoclasm Sweeps Cappadoria”   | 4:00    |
| 9.  | „Nor the Silent Whispers”        | 3:18    |
| 10. | „The Watchtower”                 | 4:58    |
| 11. | „Eon”                            | 3:39    |
|     |                                  | 41:44   |

## Twórcy
- Ted Skjellum - śpiew, gitara prowadząca
- Gylve "Hank Amarillo" Nagell - perkusja
- Dag Nilsen - gitara basowa
- Ivar Enger - gitara rytmiczna